# Vírus de computador

Um vírus de computador nada mais é que um programa ou instrução de máquina que visa a prejudicar o próprio usuário ou a terceiros

Em informática, um vírus de computador é um software malicioso que é desenvolvido por programadores geralmente inescrupulosos. Tal como um vírus biológico, o programa infecta o sistema, faz cópias de si e tenta espalhar-se para outros computadores e dispositivos de informática.
A maioria das contaminações ocorre por ação do usuário, sendo um exemplo muito comum a que ocorre por meio do download de arquivos infectados que são recebidos em anexos de e-mails. A contaminação também pode ocorrer de outras formas, como acedendo a sites de origem duvidosa ou ainda por meio de arquivos infectados em pendrives, CDs, DVDs ou qualquer outro tipo dispositivo com a capacidade de armazenar dados. Uma outra maneira de ter um dispositivo contaminado, seria por meio de um Sistema Operacional desatualizado, sem as devidas correções de segurança que visam barrar o acesso indevido destes softwares maliciosos que tentam entrar nas máquinas via Internet.
Existem vários tipos de vírus, alguns assim que alojados na máquina, que agem instantaneamente. Outros procuram por informações específicas e ainda há outros que permanecem ocultos em determinadas horas ou até mesmo por dias. Estes, geralmente, entram em execução em horas ou datas específicas.

## História do vírus
Em 1983, Len Eidelmen demonstrou em um seminário sobre segurança computacional, um programa autorreplicante em um sistema VAX11/750. Este conseguia instalar-se em vários locais do sistema. Um ano depois, na 7th Annual Information Security Conference, o termo vírus de computador foi definido como um programa que infecta outros programas, modificando-os para que seja possível instalar cópias de si mesmo.
O primeiro vírus para PC nasceu em 1986 e chamava-se Brain, era da classe dos Vírus de Boot, ou seja, danificava o sector de inicialização do disco rígido. A sua forma de propagação era através de um disquete contaminado. Apesar do Brain ser considerado o primeiro vírus conhecido, o título de primeiro código malicioso pertence ao Elk Cloner, escrito por Rich Skrenta.

### Cronologia
Evolução dos vírus dos microcomputadores
- 1983 - O pesquisador Fred Cohen (Doutorando de Engª. Elétrica da Univ. do Sul da Califórnia), entre suas pesquisas, chamou os programas de códigos nocivos como "Vírus de Computador". No mesmo ano, Len Eidelmen demonstrou em um seminário sobre segurança computacional, um programa autorreplicante em um sistema VAX11/750. Este conseguia instalar-se em vários locais dos sistemas;
- 1984 - Na 7th Annual Information Security Conference, o termo vírus de computador foi definido como um programa que infecta outros programas, modificando-os para que seja possível instalar cópias de si mesmo.
- 1986 - Descoberto o primeiro vírus para PC. Chamava-se Brain, era da classe dos Vírus de Boot, ou seja, danificava o sector de inicialização do disco rígido. A sua forma de propagação era através de um disquete contaminado. Apesar do Brain ser considerado o primeiro vírus conhecido, o título de primeiro código malicioso pertence ao Elk Cloner, escrito por Rich Skrenta.
- 1987 - Surge o primeiro Vírus de Computador escrito por dois irmãos: Basit e Amjad que foi batizado como 'Brain', apesar de ser conhecido também como: Lahore, Brain-a, Pakistani, Pakistani Brain, e UIU. O Vírus Brain documentado como 'Vírus de Boot', infectava o setor de inicialização do disco rígido, e sua propagação era através de um disquete que ocupava 3k, quando o boot ocorria, ele se transferia para o endereço da memória "0000:7C00h" da Bios que o automaticamente o executava.
- 1988 - Surge o primeiro Antivírus, por Denny Yanuar Ramdhani em Bandung, Indonésia. O primeiro Antivírus a imunizar sistema contra o vírus Brain, onde ele extrai as entradas do vírus do computador em seguida imunizava o sistema contra outros ataques da mesma praga. Surge também a primeira versão do antivírus avast!, criado para remover o Vienna Virus.
- 1989 - Aparece o Dark Avenger, o qual vem contaminando rapidamente os computadores, mas o estrago é bem lento, permitindo que o vírus passe despercebido. A IBM fornece o primeiro antivírus comercial. No início do ano de 1989, apenas 9% das empresas pesquisadas tinha um vírus. No final do ano, esse número veio para 63%.
- 1992 - Michelangelo, o primeiro vírus a aparecer na mídia. É programado para sobregravar partes das unidades de disco rígido criando pastas e arquivos com conteúdos falsos em 6 de março, dia do nascimento do artista da Renascença. As vendas de software antivírus subiram rapidamente.
- 1994 - Nome do vírus Pathogen, feito na Inglaterra, é rastreado pela Scotland Yard e o autor é condenado a 18 meses de prisão. É a primeira vez que o autor de um vírus é processado por disseminar código destruidor.
- 1995 - Nome do vírus Concept, o primeiro vírus de macro. Escrito em linguagem Word Basic da Microsoft, pode ser executado em qualquer plataforma com Word - PC ou Macintosh. O Concept se espalha facilmente, pois se replicam através do setor de boot, espalhando por todos os arquivos executáveis.
- 1999 - O vírus Chernobyl, deleta o acesso a unidade de disco e não deixa o usuário ter acesso ao sistema. Seu aparecimento deu—se em abril. Sua contaminação foi bem pouca no Estados Unidos, mas provocou danos em outros países. A China sofreu um prejuízo de mais de US$ 291 milhões. Turquia e Coreia do Sul foram duramente atingidas.
- 2000 - O vírus LoveLetter, liberado nas Filipinas, varre a Europa e os Estados Unidos em seis horas. Infecta cerca de 2,5 milhões a 3 milhões de máquinas. Causou danos estimados em US$ 8,7 bilhões.
- 2001 - A "moda" são os códigos nocivos do tipo Worm (proliferam-se por páginas da Internet e principalmente por e-mail). Nome de um deles é o VBSWorms Generator, que foi desenvolvido por um programador argentino de apenas 18 anos.
- 2007 - Em torno de 2006 e 2007 houve muitas ocorrências de vírus no Orkut que é capaz de enviar scraps (recados) automaticamente para todos os contatos da vítima na rede social, além de roubar senhas e contas bancárias de um micro infectado através da captura de teclas e cliques. Apesar de que aqueles que receberem o recado terem de "clicar" em um link para se infectar, a relação de confiança existente entre os amigos aumenta muito a possibilidade de o usuário "clicar" sem desconfiar de que o link leva para um worm. Ao clicar no link, um arquivo bem pequeno é baixado para o computador do usuário. Ele se encarrega de baixar e instalar o restante das partes da praga, que enviará a mensagem para todos os contatos do Orkut. Além de simplesmente se espalhar usando a rede do Orkut, o vírus também rouba senhas de banco, em outras palavras, é um clássico Banker.

## Crackers e hackers
Nos anos 90 eram aficionados em informática, conheciam muitas linguagens de programação e quase sempre jovens, que criavam seus vírus, para muitas vezes, saber o quanto eles poderiam se propagar. Atualmente é completamente diferente; são pessoas que atacam outras máquinas com fins criminosos com um objetivo traçado: capturar senhas bancárias, números de conta e informações privilegiadas que lhes despertem a atenção.
Há quem diga que cracker e hacker são a mesma coisa, mas tecnicamente há diferenças:

### Hacker
São os que quebram senhas, códigos e sistemas de segurança por puro prazer em achar tais falhas. Preocupam-se em conhecer o funcionamento mais íntimo de um sistema computacional, ou seja, sem intenção de prejudicar ou invadir sistemas operacionais ou banco de dados.
Em geral um hacker não gosta de ser confundido com um cracker. Nesta polêmica, o termo hacker é recuperado por programadores de computador que argumentam que alguém que invade computadores é chamado de cracker.

### Cracker
É o criminoso virtual que extorque pessoas usando seus conhecimentos, usando as mais variadas estratégias. Seu interesse é basicamente o vandalismo.
Porém, já se criou um verdadeiro mercado negro de vírus de computador, onde certos sites, principalmente russos, disponibilizam downloads de vírus e kits para qualquer um que puder pagar, virar um Cracker, o que é chamado de terceirização da "atividade".

## Tipos de vírus

### Vírus de Boot
Um dos primeiros tipos de vírus conhecido, o vírus de boot infecta a parte de inicialização do sistema operacional. Assim, ele é ativado quando o disco rígido é ligado e o Sistema Operacional é carregado.

### Time Bomb
Os vírus do tipo "bomba-relógio" são programados para se ativarem em determinados momentos, definidos pelo seu criador. Uma vez infectando um determinado sistema, o vírus somente se tornará ativo e causará algum tipo de dano no dia ou momento previamente definido. Alguns vírus se tornaram famosos, como o "Sexta-Feira 13", "Michelangelo", "Eros" e o "1º de Abril (Conficker)".

### Minhocas, worm ou vermes
Como o interesse de fazer um vírus é ele se espalhar da forma mais abrangente possível, os seus criadores por vezes, deixaram de lado o desejo de danificar o sistema dos usuários infectados e passaram a programar seus vírus de forma que apenas se repliquem, sem o objetivo de causar graves danos ao sistema. Desta forma, os seus autores visam a tornar suas criações mais conhecidas na Internet. Este tipo de vírus passou a ser chamada de verme ou worm. Eles estão mais aperfeiçoados, já há uma versão que ao atacar a máquina hospedeira, não só se replica, mas também se propaga pela INTERNET, pelos e-mails que estão registrados no cliente de e-mail, infectando as máquinas que abrirem aquele e-mail, reiniciando o ciclo.

### Cavalos de Troia (Trojans)
Certos vírus trazem em seu bojo um código a parte, que permite a um estranho acessar o micro infectado ou coletar dados e enviá-los pela Internet para um desconhecido, sem notificar o usuário. Estes códigos são denominados de Trojans ou Cavalos de Troia. Apesar de popularmente costumar-se denominar “vírus” qualquer ataque à segurança do computador, de acordo com o CERT.br (2012, p. 113), o vírus e o Cavalo de Troia são tipos distintos de código malicioso (malware), sendo este o termo correto aplicável a qualquer software desenvolvido com a finalidade de causar dano ao computador.
Inicialmente, os Cavalos de Troia permitiam que o micro infectado pudesse receber comandos externos, sem o conhecimento do usuário. Desta forma o invasor poderia ler, copiar, apagar e alterar dados do sistema. Atualmente os Cavalos de Troia procuram roubar dados confidenciais do usuário, como senhas bancárias.
Os vírus eram, no passado, os maiores responsáveis pela instalação dos Cavalos de Troia como parte de sua ação, pois eles não têm a capacidade de se replicar.
Atualmente, os Cavalos de Troia não mais chegam exclusivamente transportados por vírus, mas instalados quando o usuário baixa um arquivo da internet e o executa. Prática eficaz devido a enorme quantidade de e-mails fraudulentos que chegam nas caixas postais dos usuários. Tais e-mails contém um endereço na Web para a vítima baixar o Cavalo de Troia, ao invés do arquivo que a mensagem diz ser. Esta prática se denomina phishing, expressão derivada do verbo to fish, "pescar" em inglês. Atualmente, a maioria dos Cavalos de Troia visam a sites bancários, "pescando" a senha digitada pelos usuários dos micros infectados. Há também Cavalos de Troia que ao serem baixados da Internet vêm "guardados" em falsos programas ou em anexos de e-mail, encriptografam os dados e os comprimem no formato "zip", "rar" ou de outro tipo de compactação de arquivos. Um arquivo .txt dá as "regras do jogo": os dados "sequestrados" só serão "libertados" mediante pagamento em dinheiro para uma determinada conta bancária, quando será fornecido o código restaurador.
Também os Cavalos de Troia podem ser usados para levar o usuário para sites falsos, onde sem seu conhecimento, serão baixados trojans para fins criminosos, como aconteceu com os links do Google, pois uma falha de segurança poderia levar um usuário para uma página falsa. Por este motivo, o serviço pode ficar fora do ar por horas para corrigir esse bug, pois caso contrário as pessoas que não distinguissem o site original do falsificado seriam afetadas.
Outra consequência é o computador tornar-se um zumbi e, sem que o usuário perceba, executar ações como enviar Spam, se autoenviar para infectar outros computadores e fazer ataques a servidores (normalmente um DDoS, um acrônimo em inglês para Distributed Denial of Service — em português, ataque distribuído de negação de serviço). Ainda que apenas um micro de uma rede esteja infectado, este pode consumir quase toda a banda de conexão com a internet realizando essas ações mesmo que o computador esteja sem utilização, bastando estar ligado. O objetivo, muitas vezes é criar uma grande rede de computadores zumbis que, juntos, possam realizar um grande ataque a algum servidor que o autor do vírus deseja "derrubar" ou causar grande lentidão.

### Hijackers
Hijackers são programas ou scripts que "sequestram" navegadores de Internet. Quando isso ocorre, o hijacker altera a página inicial do browser e impede o usuário de mudá-la, exibe propagandas em pop-ups ou janelas novas, instala barras de ferramentas no navegador e podem impedir acesso a determinados sites (como sites de software antivírus, por exemplo).

### Vírus no Orkut
Em torno de 2006 e 2007 houve muitas ocorrências de vírus no Orkut que é capaz de enviar scraps (recados) automaticamente para todos os contatos da vítima na rede social, além de roubar senhas e contas bancárias de um micro infectado através da captura de teclas e cliques. Apesar de que aqueles que receberem o recado precisam clicar em um link para se infectar, a relação de confiança existente entre os amigos aumenta muito a possibilidade de o usuário clicar sem desconfiar de que o link leva para um worm.
Ao clicar no link, um arquivo bem pequeno é baixado para o computador do usuário. Ele se encarrega de baixar e instalar o restante das partes da praga, que enviará a mensagem para todos os contatos do Orkut.
Além de simplesmente se espalhar, usando a rede do Orkut, também rouba senhas de banco, em outras palavras, é um clássico Banker.

### Estado Zombie
O estado zombie em um computador ocorre quando é infectado e está sendo controlado por terceiros. Podem usá-lo para disseminar vírus, keyloggers, e procedimentos invasivos em geral. Usualmente esta situação ocorre pelo fato da máquina estar com seu Firewall e ou Sistema Operacional desatualizados. Segundo estudos na área, um computador que está na internet nessas condições tem quase 50% de chance de se tornar uma máquina zumbi, que dependendo de quem está controlando, quase sempre com fins criminosos, como acontece vez ou outra, quando crackers são presos por formar exércitos zombies para roubar dinheiro das contas correntes e extorquir.

### Vírus de Macro
Os vírus de macro (ou macro vírus) vinculam suas macros a modelos de documentos gabaritos e a outros arquivos de modo que, quando um aplicativo carrega o arquivo e executa as instruções nele contidas, as primeiras instruções executadas serão as do vírus.
Vírus de macro são parecidos com outros vírus em vários aspectos: são códigos escritos para que, sob certas condições, este código se "reproduz", fazendo uma cópia dele mesmo. Como outros vírus, eles podem ser escritos para causar danos, apresentar uma mensagem ou fazer qualquer coisa que um programa possa fazer.
Resumindo, um vírus de macro pode infectar os arquivos do Microsoft Office (Word, Excel, PowerPoint, Access e etc.).

## Novos meios
Muito se fala de prevenção contra vírus de computador em computadores pessoais, o famoso PC, mas pouca gente sabe que com a evolução, aparelhos que tem acesso à internet, como muitos tipos de telefones celulares, handhelds, VOIP, etc. podem estar atacando e prejudicando a performance dos aparelhos em questão. Por enquanto são casos isolados, mas o temor entre especialistas em segurança digital é que com a propagação de uma imensa quantidade de aparelhos com acesso à internet, hackers e crackers irão se interessar cada vez mais por atacar esses novos meios de acesso à web. Também se viu recentemente que vírus podem chegar em produtos eletrônicos defeituosos, como aconteceu recentemente com iPODS da Apple Inc., que trazia um "inofensivo" vírus (qualquer antivírus o elimina, antes que ele elimine alguns arquivos contidos no iPOD), nessas situações, avisar o fabricante é essencial para evitar danos muito grandes
Existem igualmente vírus que são executados quando se entra na página através de browser, mais conhecido como vírus "Script", podendo ser utilizado para invadir o computador ou plantar outro vírus no computador.

### SPLOG
Existem também o falso blog, ou splog, que nada mais é do que um blog em que na verdade é propaganda, quase sempre, isso é geralmente para ao avançar as vendas de algum produto, raramente faz algum mal, mas pode conter links que podem ser perigosos.

## Detectando, prevenindo e combatendo os vírus
Nada pode garantir a segurança total de um computador. Entretanto, você pode melhorar a segurança dele e diminuir a probabilidade de ser infectado.
Remover um vírus de um sistema sem a ajuda das ferramentas necessárias é uma tarefa complicada até mesmo para um profissional. Alguns vírus e outros programas maliciosos (incluindo o spyware) estão programados para reinfectar o computador mesmo depois de detectados e removidos.
Atualizar o computador periodicamente é uma ação preventiva contra os vírus. Além dessa opção, existem algumas empresas que fornecem ferramentas não gratuitas, que ajudam na detecção, prevenção e remoção permanente dos vírus.
Para os usuários do sistema operacional (OS) Windows, abaixo segue a lista de alguns sites que ajudam no combate contra os vírus.

### Antivírus
Os antivírus são programas desenvolvidos por empresas de segurança, com o objetivo de detectar e eliminar vírus encontrados no computador. Os antivírus possuem uma base de dados contendo as assinaturas dos vírus de que podem eliminar. Desta forma, somente após a atualização de seu banco de dados, os vírus recém-descobertos podem ser detectados.

### Firewall Pessoal
Os firewall's pessoais são programas desenvolvidos por empresas de software com o objetivo de evitar que o computador pessoal seja vítima de ataques maliciosos (ou os "Blended Threats" - códigos maliciosos que se espalham pela Internet sem que o utilizador do computador que infecta/está a infectar saiba) e os ataques de programas espiões.
Falando da sua função relacionada com os vírus, este programa vigia as "portas" (as portas TCP/IP são os meios de comunicação, associado a um determinado aplicativo, que deixam trafegar a informação do computador para a rede), de maneira a impedir que os vírus ataquem num determinado protocolo. Assim, se instalar um firewall pessoal em seu computador, o usuário está protegido contra-ataques de muitos vírus, evitando que eles tenham acesso ao seu computador e a seus arquivos!
O firewall também protege de ataques de cracker's (pessoas que pretendem invadir o seu sistema), porque ao vigiar o tráfego das portas dos protocolos, conseguem detectar tentativas de intrusões no seu sistema por um computador remoto.

### Antiespiões (antispywares)
Um anti-spyware é um software indicado para eliminar os espiões (spywares), ou, quando pouco, detectá-los e, se possível, inativá-los, enviando-os a quarentena. Tal como os antivírus, necessitam ter sua base de dados atualizada constantemente.
Os anti-spywares costumam vigiar certas entradas no registro do Windows para detectar tentativas de infecção, mas eventualmente não conseguem identificar o que está tentando alterar o registro - podendo ser mesmo um spyware ou de fato um vírus.

## Engenharia social
Embora se tenha dado um grande avanço no sentido de se tornar sistemas computacionais cada vez mais seguros, isso pode de nada valer frente a engenharia social, que consistem em técnicas para convencer o usuário a entregar dados como senhas bancárias, número do cartão de crédito, dados financeiros em geral, seja numa conversa informal e despreocupada em uma sala de bate papo, em um software de bate papo (exemplo: Skype), onde geralmente costumam ocorrer tais atos, e até mesmo pessoalmente.
Por isso, nunca se deve fornecer qualquer tipo de senha de qualquer espécie, pois a porta de entrada para a perda de informações, espionagem, furto de dinheiro em uma conta bancária e detalhes pessoais podem cair nas mãos de pessoas desconhecidas que não se sabe que tipo de destino podem dar a essas informações. Atualmente, são obtidos dados dessa espécie e dados mais específicos também (tipo senhas de redes de computadores de empresas, localização de back door, etc.).
A engenharia social não possui o menor vínculo com o hacking, são técnicas totalmente diferentes uma da outra. "O Engenheiro Social prevê a suspeita e a resistência, e ele está sempre preparado para transformar a desconfiança em confiança. Um bom Engenheiro social planeja o seu ataque como um jogo de xadrez. "

## Dinheiro em forma de bits
Com tantos crackers obtendo senhas ao redor do mundo, é inevitável a criação de vínculos entre eles, que passam a usar dados roubados como moeda de troca. Hoje os dados de acesso dos usuários são comercializados por verdadeiras quadrilhas online. É comum encontrar mensagens do tipo "Tenho a senha de 100 contas bancárias do banco X, quem dá mais por elas?" em diversos fóruns especializados. Um verdadeiro mercado negro se forma em salas de bate-papo clandestinas, onde essas negociatas são realizadas entre um verdadeiro oceano de códigos, siglas e abreviaturas - um prato cheio para os cyberladrões.
De posse de dados de acesso a contas bancárias, os criminosos virtuais conseguem realizar fraudes e transferências ilegais de dinheiro com grande facilidade. Há um golpe também conhecido onde os ladrões realizam pagamentos de contas de terceiros online apenas utilizando essas ferramentas. Mas as contas bancárias não são os únicos alvos: contas de acesso em comunidades virtuais também são utilizadas em fraudes e para plantar mensagens com links para download de vírus e trojans.
Vírus populares: Conficker, SJCgonex, Stuxnet entre outros...